# Parco nazionale di Kirthar
Il parco nazionale di Kirthar si trova nella parte sud-occidentale della provincia del Sindh in Pakistan ed è stato istituito nel 1974. Con una superficie totale di 3087 km², è il secondo parco nazionale più grande del paese dopo il parco nazionale di Hingol. La fauna comprende leopardi, iene striate, lupi, tassi del miele, urial, gazzelle indiane e capre selvatiche del Sindh. Le antilopi cervicapra vengono tenute in particolari recinti per un successivo rilascio in natura. Al contrario, i grandi predatori sono stati in gran parte sterminati. L'ultimo leopardo di cui abbiamo notizia venne abbattuto nel 1977.

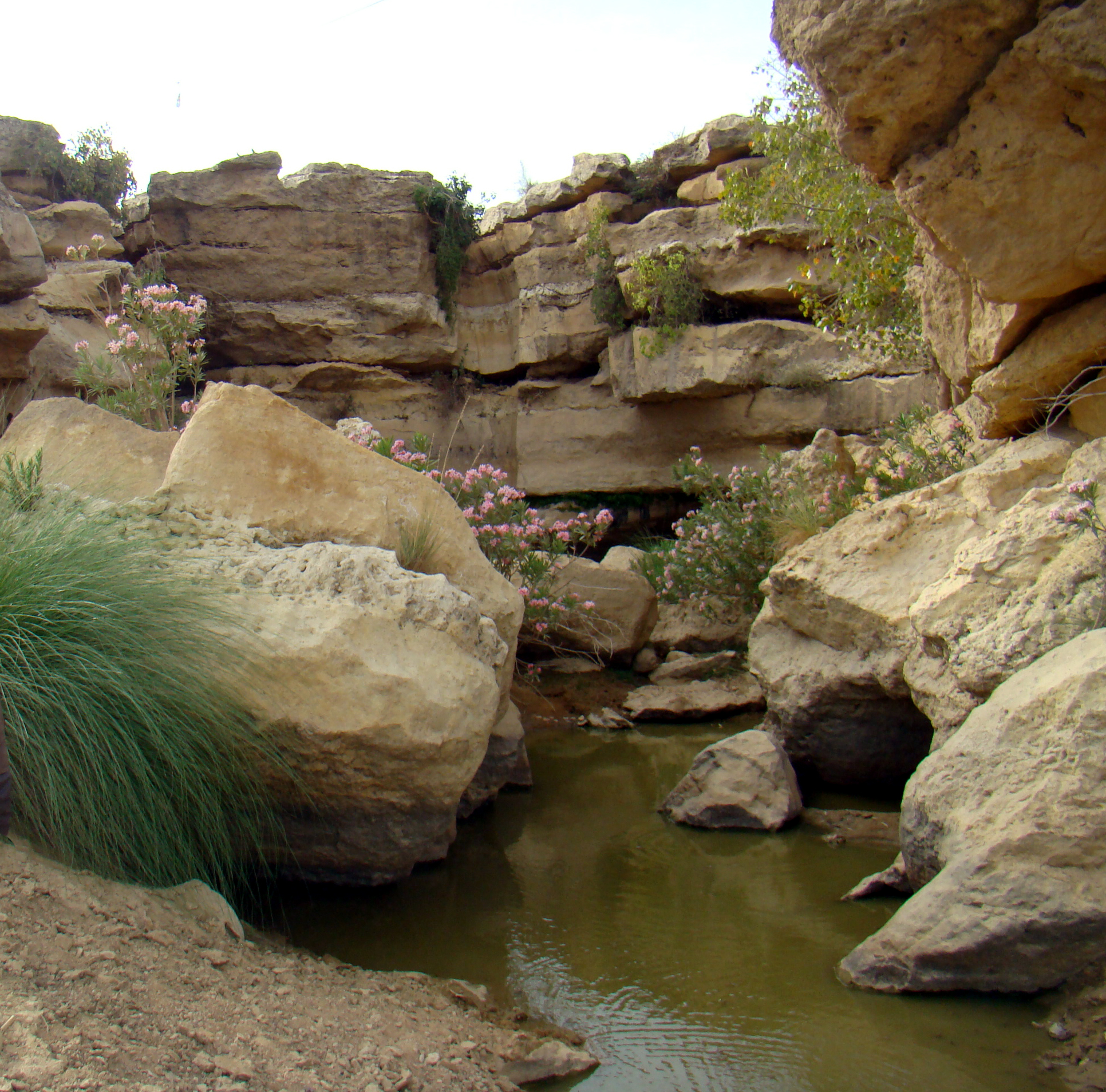
Una sorgente nel parco
Capre selvatiche
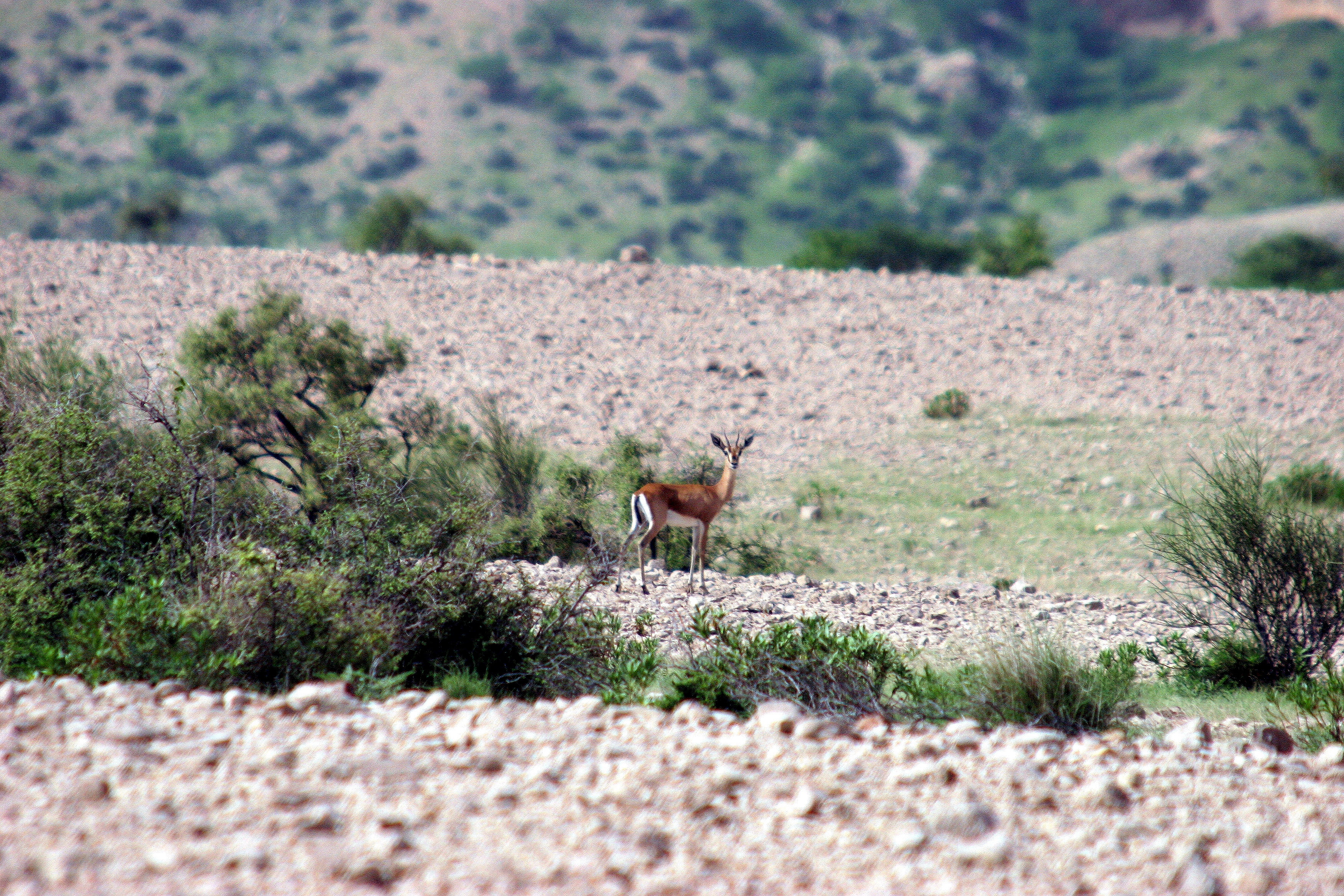
Gazzella indiana
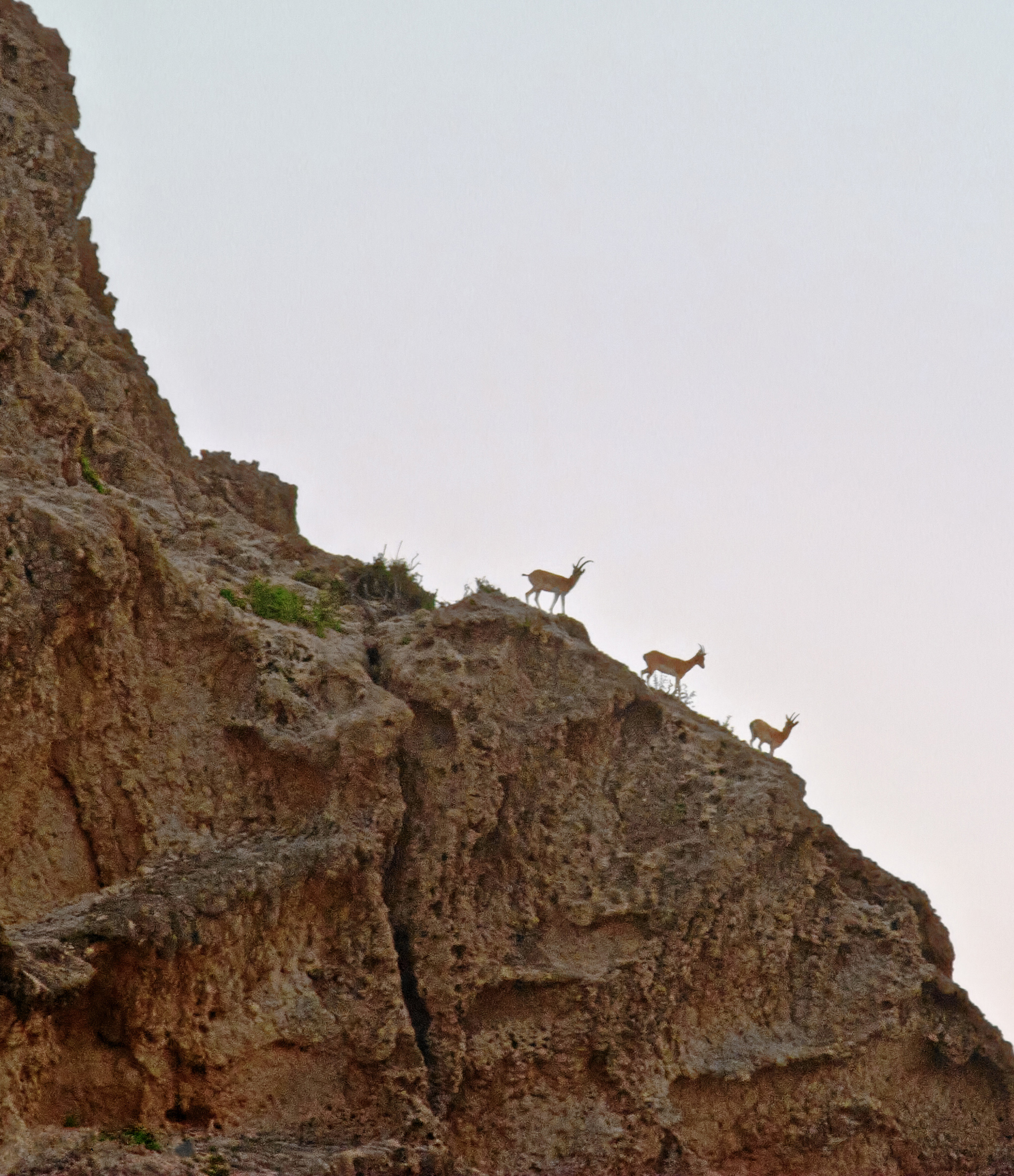
Capre selvatiche
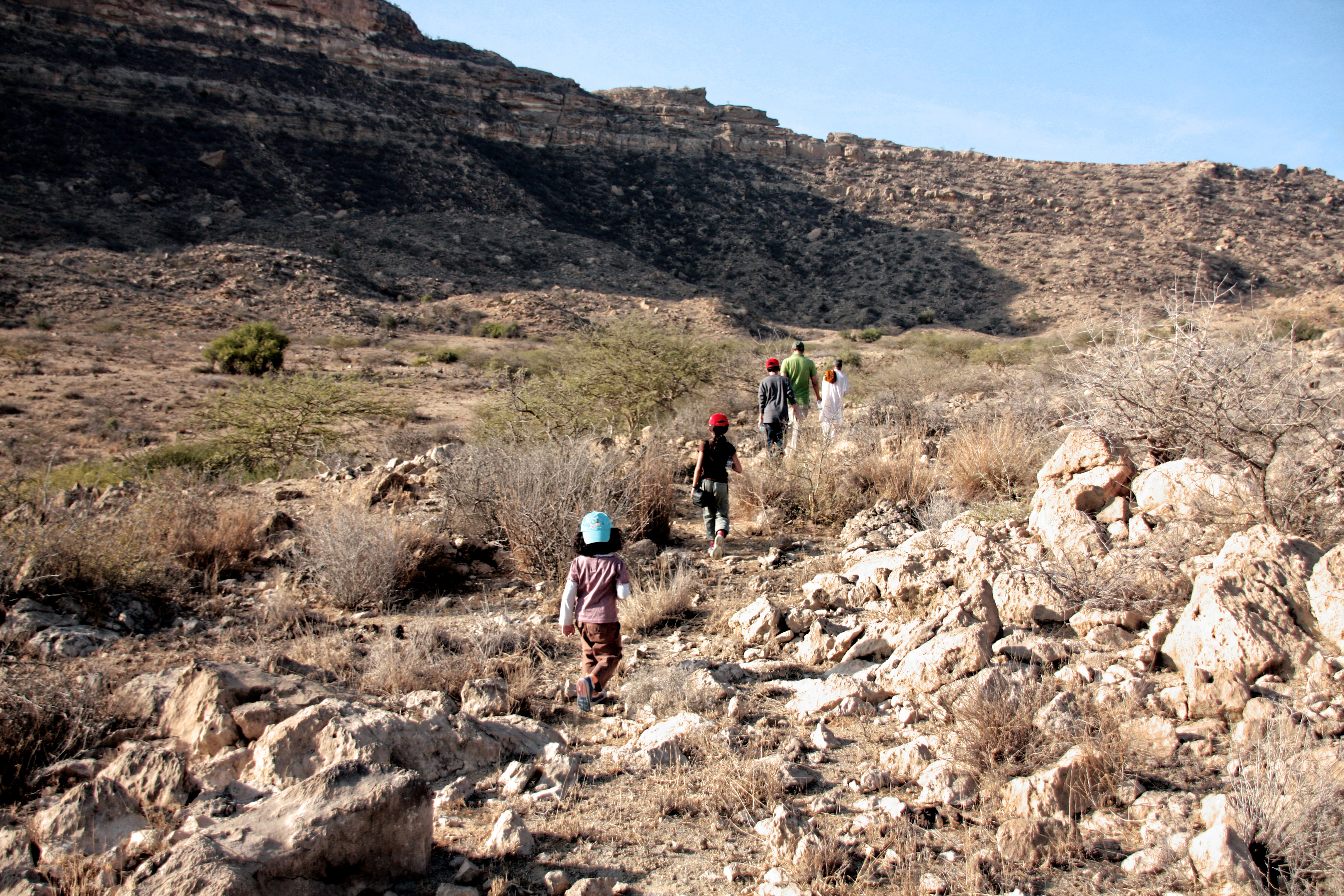
Turisti nel parco
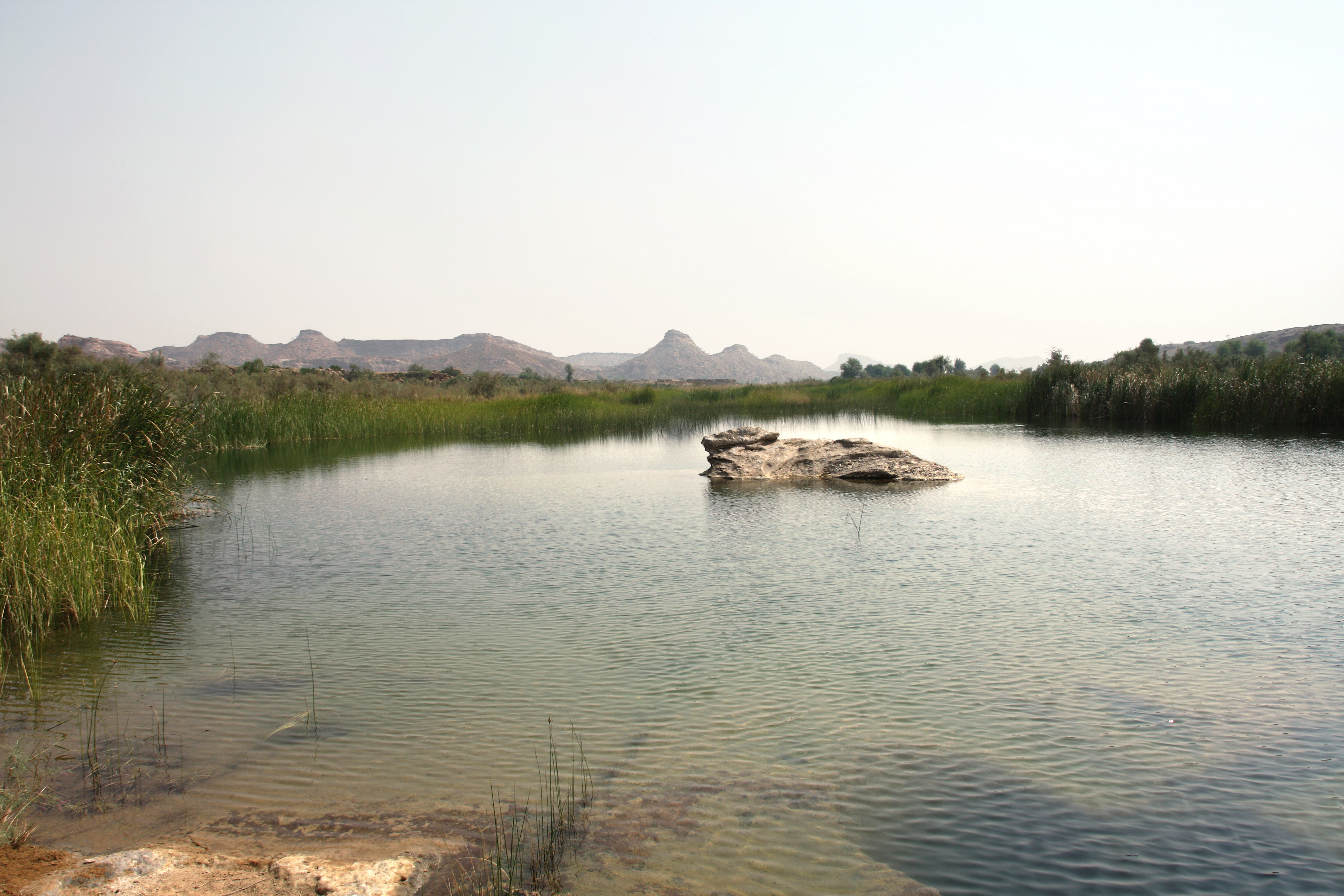
Un lago
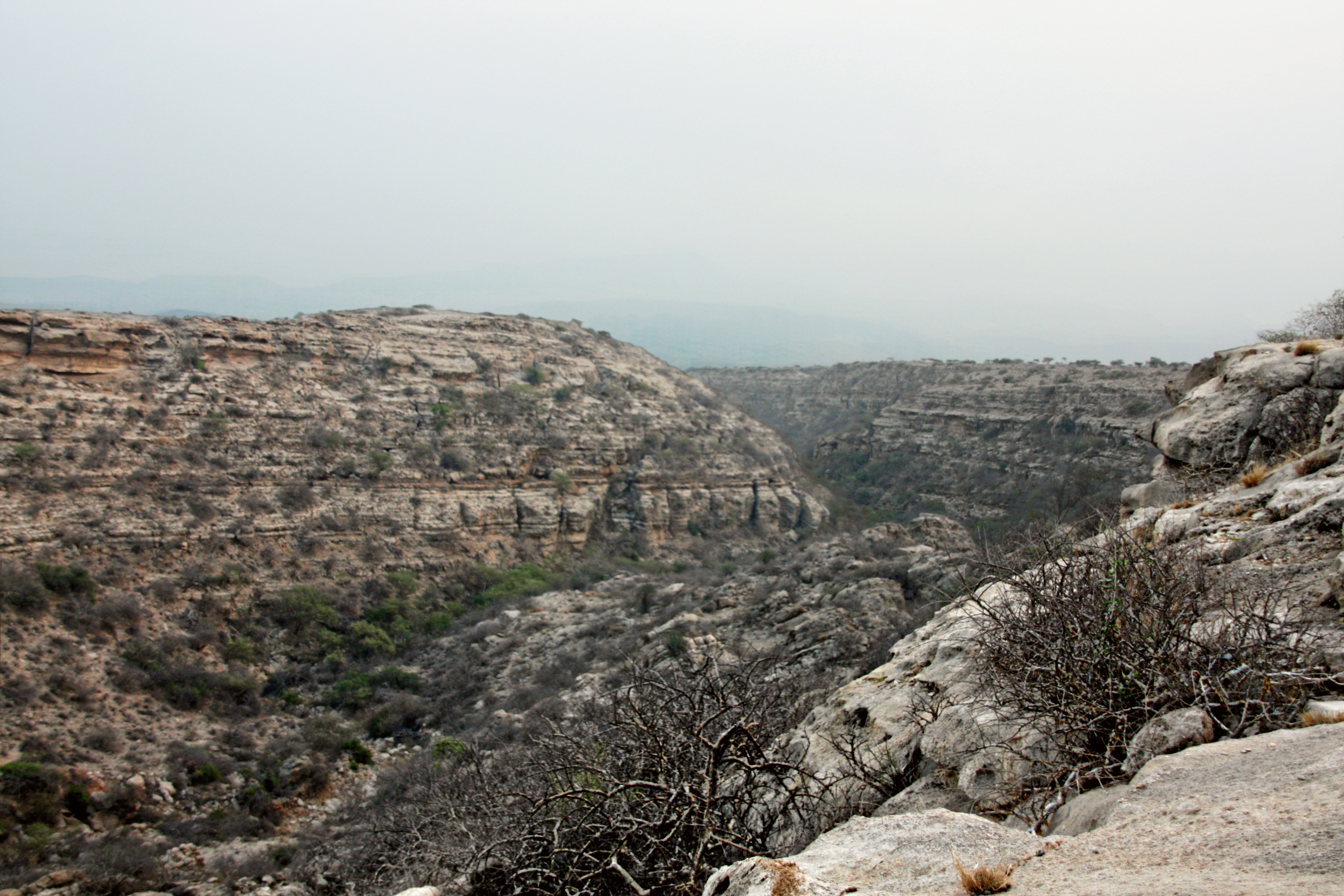
Panorama del parco
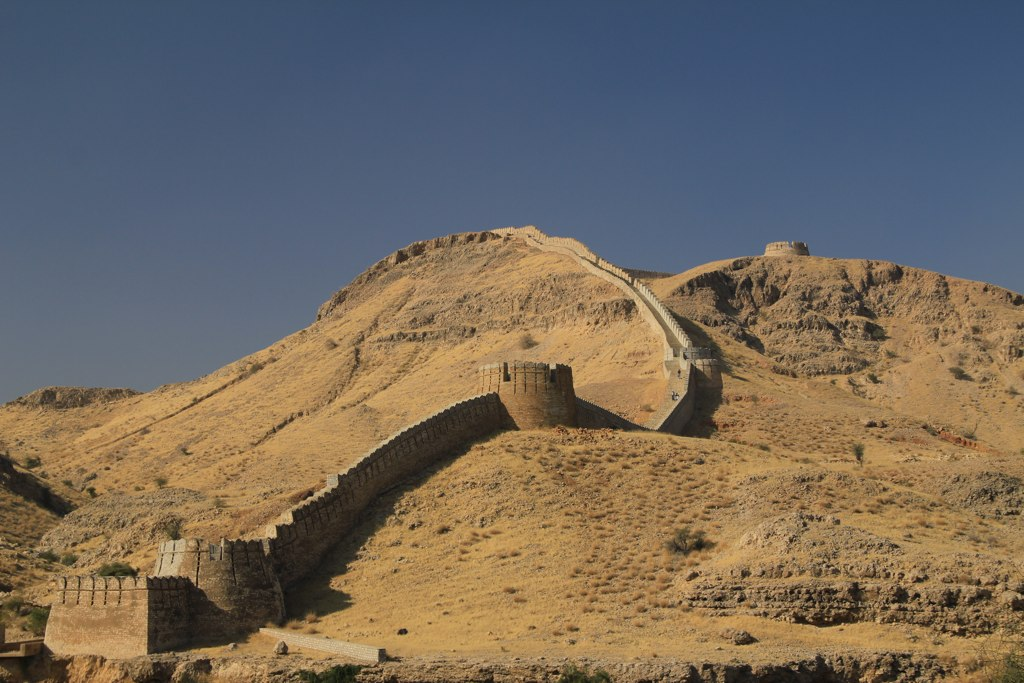
Ranikot Fort